# Laura Jansen
Laura Jansen (Breda, 4 maart 1977) is een Nederlands-Amerikaans zangeres. Ze is de dochter van een Amerikaanse moeder en een Nederlandse vader en bezit beide nationaliteiten.

## Biografie
Jansen studeerde aan het Rotterdams Conservatorium. Sinds 2000 woont zij in de Verenigde Staten, waar zij eerst in Boston aan het Berklee College of Music studeerde en daarna naar Nashville verhuisde. Hierna ging ze naar Los Angeles, waar ze in een kring van muzikanten terechtkwam die speelden in de club Hotel Café in Hollywood. Daartoe behoren ook Sara Bareilles, John Mayer, Jason Mraz en Joshua Radin. Met Radin toerde ze tweemaal door de Verenigde Staten.
Jansen bracht in de Verenigde Staten twee ep's met elk vijf nummers uit, genaamd Trauma en Single girls. Voor haar vertrek naar Amerika maakte ze deel uit van het Tilburgse bandje Blow Your Mind.
In 2008 werd ze samen met Joshua Radin gevraagd om op te treden bij het huwelijk van Ellen DeGeneres en Portia de Rossi als verrassing voor Portia. Ook trad Jansen met hem op in de Amerikaanse tv-show "Last call with Carson Daly".
In 2009 werd ze via het internet ontdekt door John Ewbank die haar vervolgens naar Nederland haalde en een platencontract regelde bij Universal Music. In september van dat jaar bracht Jansen het album Bells uit, een samenvoeging van haar eerder verschenen twee ep's. Bells stond meer dan 60 weken in de Nederlandse Album Top 100 en bereikte een nummer 1-positie op iTunes. Er werden meer dan 50.000 exemplaren van verkocht, zodat Jansen begin 2011 een platina plaat ontving.
Na het uitkomen van dit album ging Jansen veel live spelen in binnen- en buitenland met een Nederlandse band, bestaande uit JP Hoekstra (gitaar, zang), Wouter Rentema (drums, zang) en Jan Teertstra (basgitaar, zang). Ze toerde in 2009 met William Fitzsimmons door Europa. Haar twee optredens in Nederland waren uitverkocht. In 2010 trad Jansen op in Duitsland, Oostenrijk en Zwitserland. Ze speelde op diverse festivals in Europa en de Verenigde Staten, waaronder Eurosonic Noorderslag, Popkomm, Reeperbahn Festival en SXSW 2010.
In 2011 speelde Jansen o.a. tijdens Vrienden van Amstel LIVE! en Pinkpop. Ze deed opnieuw Duitsland, Oostenrijk en Zwitserland aan en verzorgde haar eigen tour door de Verenigde Staten. Jansen toerde ook met de Belgische singer-songwriter Milow in Duitsland. Jansen speelde haar single Wicked World in 2011 in The late late show with Craig Ferguson. Haar nummer Wicked World werd ook verkozen als de titelsong van de Net5-serie Floor Faber.
Eind 2011 speelde Jansen in China, waar ze in 2012 opnieuw werd uitgenodigd om te komen optreden op het Chinese Strawberry Muziek Festival in Beijing en Shanghai. Jansens muziek is geplaatst onder verschillende tv-shows op MTV en ABC, zoals "Newport Harbor", "The Real World: Cancun", "Canadian Idol", "MTV Awkward" en een spot voor de Amerikaanse tv-serie "Weeds". Ze is ook te horen op het album van David Hopkins Are there debts, waaraan ook Damien Rice zijn medewerking verleende. Ze speelde ook een rolletje in de videoclip van Uncharted van Sara Bareilles. Jansen schreef samen met Matt Hales van Aqualung en zijn vrouw Kim Oliver het nummer Same heart dat is gekozen als het officiële themanummer van NPO 3FM Serious Request 2012. Ze nam dit nummer op met Keane-frontman Tom Chaplin. Same heart was de eerste single van Elba, het tweede album van Jansen dat uitkwam in maart 2013.
Na een intensieve wereldtournee met Armin van Buuren vertrok Jansen in 2015 naar het Griekse eiland Lesbos om vluchtelingenwerk te verrichten. Hoewel ze in eerste instantie van plan was om er tien dagen te blijven, werd dat uiteindelijk een periode tweeënhalf jaar. 
Daarna besloot ze, terwijl ze lichamelijk en geestelijk helemaal aan de grond zat, te verhuizen naar Berlijn. Daar vond ze uiteindelijk de kracht om samen met producer Ed Harcourt aan haar derde album We Saw A Light te werken dat in mei 2021 werd uitgebracht. Ook bracht Jansen in diezelfde periode een boek uit getiteld Wij zagen een licht waarin ze haar ervaringen op Lesbos had opgeschreven.

## Privéleven
In augustus 2024 beviel de zangeres van een dochter, haar eerste kind.

## Discografie

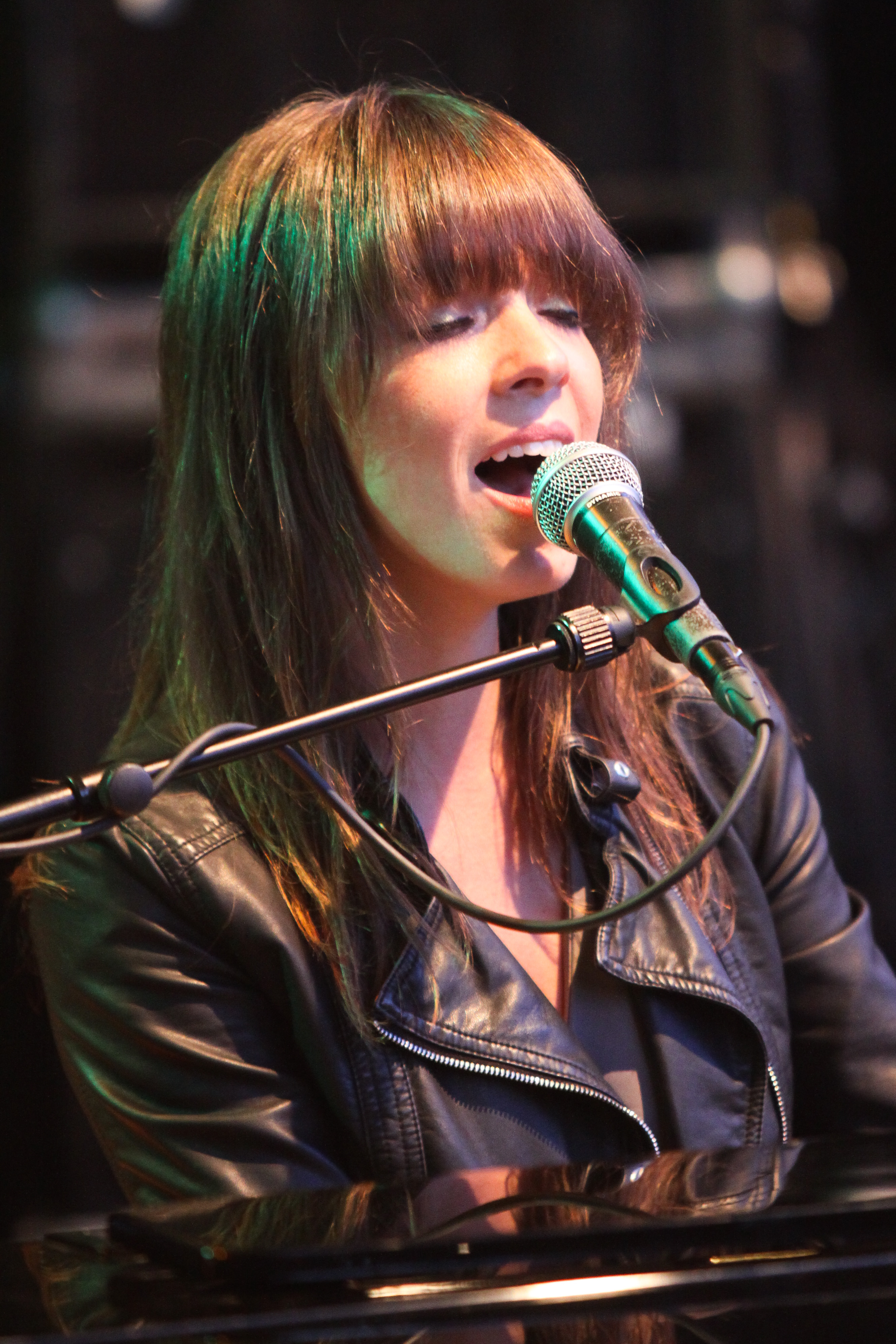
Laura Jansen op het podium tijdens het Summer Square Festival in Hengelo

### Albums
| Album met eventuele hitnotering(en) in de Nederlandse Album Top 100 | Datum van verschijnen | Datum van binnenkomst | Hoogste positie | Aantal weken | Opmerkingen |
| ------------------------------------------------------------------- | --------------------- | --------------------- | --------------- | ------------ | ----------- |
| Trauma                                                              | 2007                  | -                     |                 |              | ep          |
| Single girls                                                        | 12-06-2009            | -                     |                 |              | ep          |
| Bells                                                               | 04-09-2009            | 12-09-2009            | 6               | 95           | Platina     |
| Elba                                                                | 22-03-2013            | 30-03-2013            | 5               | 24           |             |
| We Saw a Light                                                      | 07-05-2021            | 15-05-2021            | 45              | 1            |             |

### Singles
| Single met eventuele hitnotering(en) in de Nederlandse Top 40 | Datum van verschijnen | Datum van binnenkomst | Hoogste positie | Aantal weken | Opmerkingen                                                                 |
| ------------------------------------------------------------- | --------------------- | --------------------- | --------------- | ------------ | --------------------------------------------------------------------------- |
| Single Girls                                                  | 26-06-2009            | -                     |                 |              | Nr. 70 in de Single Top 100                                                 |
| Use Somebody                                                  | 16-10-2009            | 28-11-2009            | 13              | 14           | Nr. 8 in de Single Top 100                                                  |
| Wicked World                                                  | 2010                  | 10-04-2010            | 22              | 9            | Nr. 31 in de Single Top 100                                                 |
| Same Heart                                                    | 04-12-2012            | 15-12-2012            | 25              | 4            | met Tom Chaplin / Nr. 6 in de Single Top 100                                |
| Queen of Elba                                                 | 2013                  | 30-03-2013            | 35              | 4            | Nr. 44 in de Single Top 100                                                 |
| Koningslied                                                   | 19-04-2013            | 27-04-2013            | 2               | 4            | als onderdeel van Nationaal Comité Inhuldiging / Nr. 1 in de Single Top 100 |
| Stapje terug                                                  | 2013                  | 12-10-2013            | tip7            | -            | met Fit / Nr. 57 in de Single Top 100                                       |

| Single met hitnotering(en) in de Vlaamse Ultratop 50 | Datum van verschijnen | Datum van binnenkomst | Hoogste positie | Aantal weken | Opmerkingen                                    |
| ---------------------------------------------------- | --------------------- | --------------------- | --------------- | ------------ | ---------------------------------------------- |
| Koningslied                                          | 2013                  | 11-05-2013            | 41              | 1            | als onderdeel van Nationaal Comité Inhuldiging |

### NPO Radio 2 Top 2000
| Nummers met noteringen in de NPO Radio 2 Top 2000 | '10 | '11  | '12  | '13  | '14  |
| ------------------------------------------------- | --- | ---- | ---- | ---- | ---- |
| Queen of Elba                                     | ×   | ×    | ×    | -    | 1669 |
| Single Girls                                      | -   | 1850 | -    | -    | -    |
| Use Somebody                                      | 358 | 655  | 1076 | 1195 | 1530 |
| Wicked World                                      | -   | 1452 | 1813 | -    | -    |

1. ↑  Een '-' betekent dat het nummer niet was genoteerd, een '×' betekent dat het nummer nog niet was uitgebracht en een vetgedrukt getal geeft de hoogste notering van een nummer aan.
2. ↑  2010 was het eerste jaar met een notering voor Laura Jansen.
3. ↑  Deze tabel is bijgewerkt tot en met de laatste editie (2024).